# ليدوكائين
ليدوكائين (بالإنجليزية: Lidocaine)‏، وتنطق: /ˈlaɪdəˌkeɪn/)، المعروف أيضا باسم زيلوكاين، ولينوكايين، هو دواء يستخدم لتخدير الأنسجة في منطقة معينة، وعلاج عدم انتظام دقات القلب البطيني. ويمكن أيضًا أن يستخدم لإحصار الأعصاب. كما يوجد الليدوكائين مخلوط مع كمية صغيرة من الأدرينالين؛ لتوفير جرعات أكبر للتخدير، وجعله يستمر لفترة أطول. عند استخدامه كحقن، فإنه يبدأ عادة العمل في غضون أربع دقائق، ويستمر لمدة نصف ساعة إلى ثلاث ساعات. ويمكن أيضًا استخدام الليدوكائين مباشرة على الجلد للتخدير.
وتشمل الآثار الجانبية الشائعة مع الاستخدام عن طريق الوريد: النعاس، ووخز العضلات، والارتباك، وتغيرات في الرؤية، وخدر، ووخز، وقيء. كما يمكن أن يسبب انخفاض ضغط الدم، وعدم انتظام معدل ضربات القلب. وهناك مخاوف من أن حقنه في المفصل يمكن أن يسبب مشاكل في الغضروف. ويبدو أنه آمن عمومًا للاستخدام في فترة الحمل. قد تكون هناك حاجة لجرعة أقل في أولئك الذين يعانون من مشاكل في الكبد. وهو عمومًا آمن للاستخدام في الأشخاص الذين لديهم حساسية من التتراكائين أو البنزوكائين. ليدوكائين هو دواء مضاد لاضطراب النظم من نوع 1ب. كما أنه يعمل عن طريق إحصار قنوات الصوديوم، وبالتالي تقليل معدل انقباضات القلب. لا تستطيع الخلايا العصبية المحلية توصيل الإشارات إلى الدماغ، عند استخدامه موضعيًا كمادة مخدِرة.
تم اكتشاف ليدوكائين في عام 1946، وبِيِعَ في عام 1948. وهو مدرج على قائمة الأدوية الأساسية لمنظمة الصحة العالمية، وهو من الأدوية الأكثر فعالية وأمانًا اللازمة في النظام الصحي. وهو متاح كدواء عام وليس مكلفا للغاية. وكانت تكلفة الجملة في العالم النامي في عام 2014 0.45$ إلى 1.05 $ بالجملة لكل قارورة 20 مل من الدواء.

## قبل الاستعمال
النقاط التالية يجب أنْ تؤخذ بالاعتبار:
- الحساسية
- الحمل، لم يُدرس تأثيره على النساء الحوامل.
- الرضاعة من الصدر — تعبر كميات صغيرة من الليدوكائين إلى حليب الصدر. من الأفضل النقاش مع الطبيب.
- الأطفال — الدراسات على هذا العقار أجريت فقط على المرضى البالغين، وليس هناك معلومات معيّنة تُقارن استعمالَ كريمات الليدوكائين الموضعية لدى الأطفال مع مجموعة الأعمار الأخرى.
- المُسِنّون، العديد من الأدوية لم ُتدرس بشكل محدد لهذه الفئة. لذا، لا يُعْرَف تأثير العقار عليهم. ليس هناك معلومات معيّنة تُقارن استعمالَ دهون الليدوكائين الموضعية لدى المسنين مع مجموعةِ الأعمار الأخرى.
- الأدوية الأخرى، قد يتسبب بمشاكل صحية لدى استعماله مع أدوية أخرى، يجب استشارة الطبيب.

## الاستعمال الصحيح
- لا يجب وضع هذا العقار على الجروح المفتوحة، أو الحروق.
- لا يجب وضع هذا العقار في العين، لاحتمال حدوث إشكالات حادة. عند دخولها في العين تَغْسل العين فورا بالماء وتغطى حتى يعود الإحساس فيها. يجب الاتصال أيضا مع الطبيب.
- لا مشكلة من ارتداء الملابس فوق الدواء.

يستخدم الليدوكائين كمخدر موضعي في حالات زرق الأدوية عضليا وفي الجل المستخدم في الحروق الموضعية (ليدوكائين جل).

## الاستعمالات الطبية

### مادة تخدير موضعي
تتميز فعالية ليدوكائين كمخدر موضعي بالبداية السريعة للعمل، ومدة وسيطة من الفعالية. ولذلك، فهو مناسب للتخدير الارتشاحي، والإحصاري، والسطحي. ويُفضَل إعطاء المواد ذات المفعول الأطول مثل بوبيفاكايين في بعض الأحيان لتخدير تحت الجافية، وفوق الجافية، على الرغم من أن الليدوكائين لديه ميزة البداية السريعة للعمل. يُضيق الأدرينالين الشرايين، فيساعد على الحد من النزيف، وأيضًا يعمل على تأخير ارتشاف الليدوكائين، وتقريبًا مضاعفة مدة التخدير. للتخدير السطحي، يمكن استخدام عدة تركيبات للتنظير الداخلي، وقبل التنبيب، إلخ. قدرة الليدوكائين على معادلة درجة الحموضة تجعل الخدر الموضعي أقل إيلاما. كما يمكن استخدام قطرات ليدوكائين على العينين لإجراءات العيون القصيرة.
هناك أدلة أولية على استخدام الليدوكائين الموضعي لآلام الأعصاب.

### عدم انتظام ضربات القلب
يعتبر ليدوكائين من أهم أدوية مضادات عدم انتظام ضربات القلب النوع1ب. حيث يتم استخدامه عن طريق الوريد لعلاج عدم انتظام ضربات القلب البطيني (في حالات احتشاء عضلة القلب الحاد، وتسمم الديجوكسين، وتقويم نظم القلب، وقسطرة القلب) إذا كان أميودارون غير متوفر أو ممنوع استخدامه. وينبغي أن يُعطى ليدوكائين بعد بداية إزالة الرجفان، والإنعاش القلبي الرئوي، والموتر الوعائي. ولم يعد يُوصى به كجرعة وقائية روتينية بعد احتشاء عضلة القلب، حيث أن الفائدة العامة ليست مقنعة.

### استخدامات أخرى
يمكن أن يستخدم ليدوكائين المستنشق كمهدئ للسعال بالعمل طرفيا للحد من منعكس السعال. ويمكن تطبيق ذلك بمثابة وسيلة للأمان والراحة للمرضى الخاضعين للتنبيب، لأنه يقلل من حدوث السعال، أو أي ضرر للقصبة الهوائية قد يحدث بسبب التخدير.
ليدوكائين، جنبا إلى جنب مع الإيثانول، والأمونيا، وحمض الخليك، قد يساعد أيضا في علاج لدغ قناديل البحر، مما يعمل على تخدير المنطقة المصابة، ومنع المزيد من إفراز الكيسة الخيطية.
وقد يساعد شرب ليدوكائين اللزج في تخفيف الألم في حالة التهاب المعدة.

### عدم التأثر
الحساسية النسبية لليدوكائين وراثية. وقد وصفت الحساسية النسبية لليدوكائين في الناس المصابين باضطراب نقص الانتباه مع فرط النشاط. في تخدير الأسنان، يمكن أن هناك عدم تأثر نسبي لليدوكائين لأسباب تشريحية مثل وجود الأعصاب في أماكن غير متوقعة. كما أن بعض الأشخاص الذين يعانون من متلازمة إهلرز-دانلوس لا يتأثرون بالليدوكائين.

### أشكال الجرعة
يوجد ليدوكائين عادة في شكل هيدروكلوريد ليدوكائين، ويتوفر في أشكال مختلفة بما في ذلك:
- حُقن مخدر موضعي (في بعض الأحيان جنبا إلى جنب مع الادرينالين للحد من النزيف)
- لاصقة جلدية (أحيانا جنبا إلى جنب مع بريلوكائين في خليط سهل الانصهار)
- حقنة وريدية
- التسريب في الوريد
- ضخ داخل العظم
- التقطير أو الرش في الأنف (جنبا إلى جنب مع فينيليفرين)
- جل للفم (غالبا ما يشار إلى أنه «ليدوكائين لزج»، ويستخدم كجل للأسنان)
- سائل عن طريق الفم
- مراهم عن طريق الفم، وموضعية، مع وبدون منكهات، على التوالي[22][23]
- جل موضعي (كما هو الحال مع المواد جل ألوي فيرا التي يتضمن ليدوكائين)[24] مثل قاعدة ليدوكائين 4٪، الذي تم تسويقه منذ عام 1996 من قبل مختبرات ESBA
- سائل موضعي
- جل حمض هيدروكلويد ليدوكائين 2٪، جنبا إلى جنب مع هيبروميلوس، لتخدير، وتليين مجرى البول، وما إلى ذلك، لإدراج قسطرة أو أداة معينة
- لاصقة موضعية (يدوكائين 5٪)، تم تسويقها منذ عام 1999 في الولايات المتحدة باسم «ليدوديرم»[25] - ومنذ عام 2007 في المملكة المتحدة من قبل غروننتال باسم «فيرساتيس».
- مرهم موضعي (يدوكائين 5٪) كمسكن مؤقت من الانزعاج المرتبط بالاضطرابات الشرجية، مثل البواسير، ومنع القذف السريع، تم تسويقه كمنتج دون وصفة طبية في الولايات المتحدة
- رذاذ موضعي
- استنشاق بواسطة البخاخات
- كمكون من كوكتيل جي المستخدم في غرف الطوارئ
- محلول بصري
- قطرات أذن

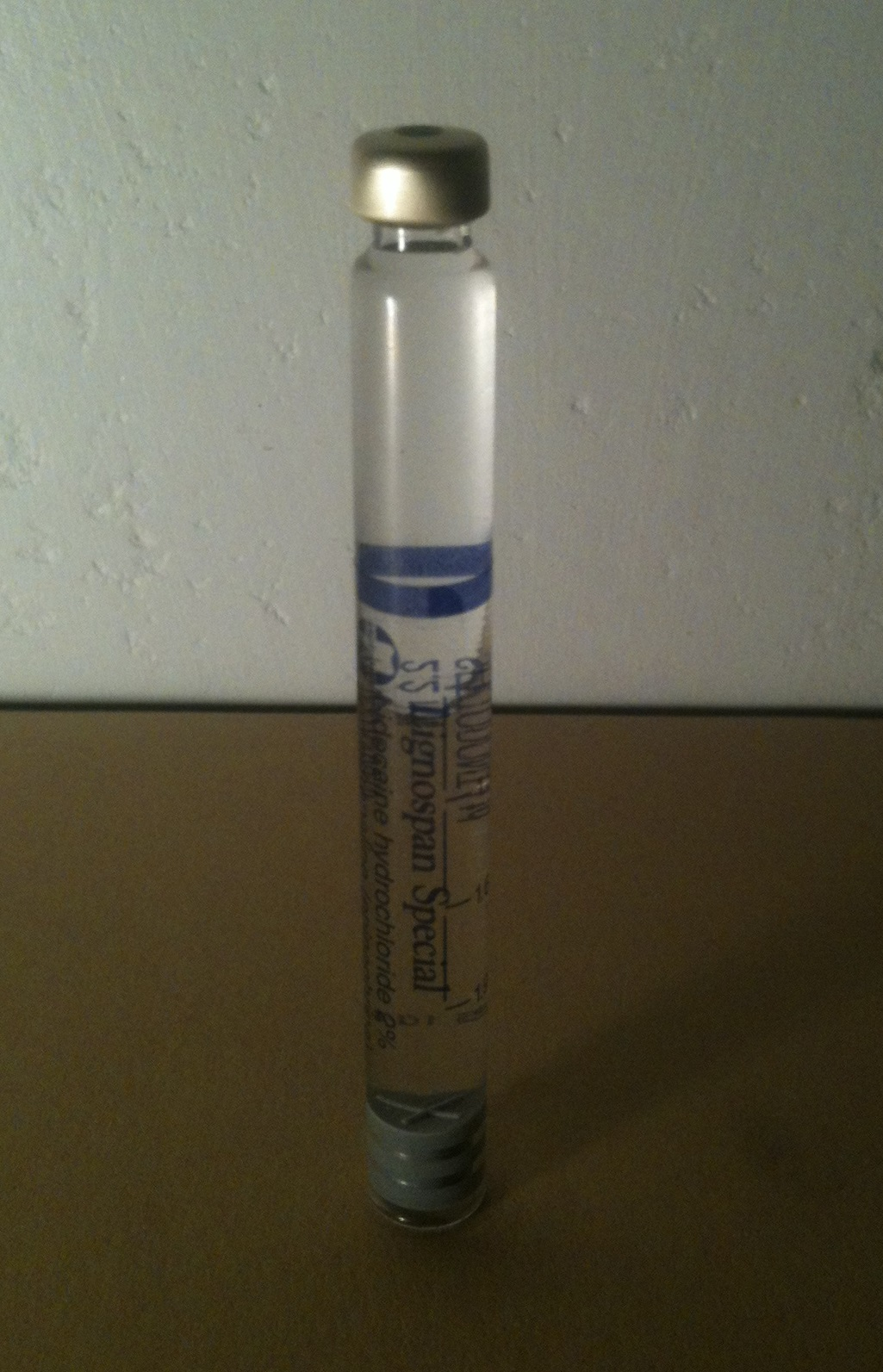
محلول ليدوكائين هيدروكلوريد 2%،ادرينالين 1: 80000 للحقن في الغضروف
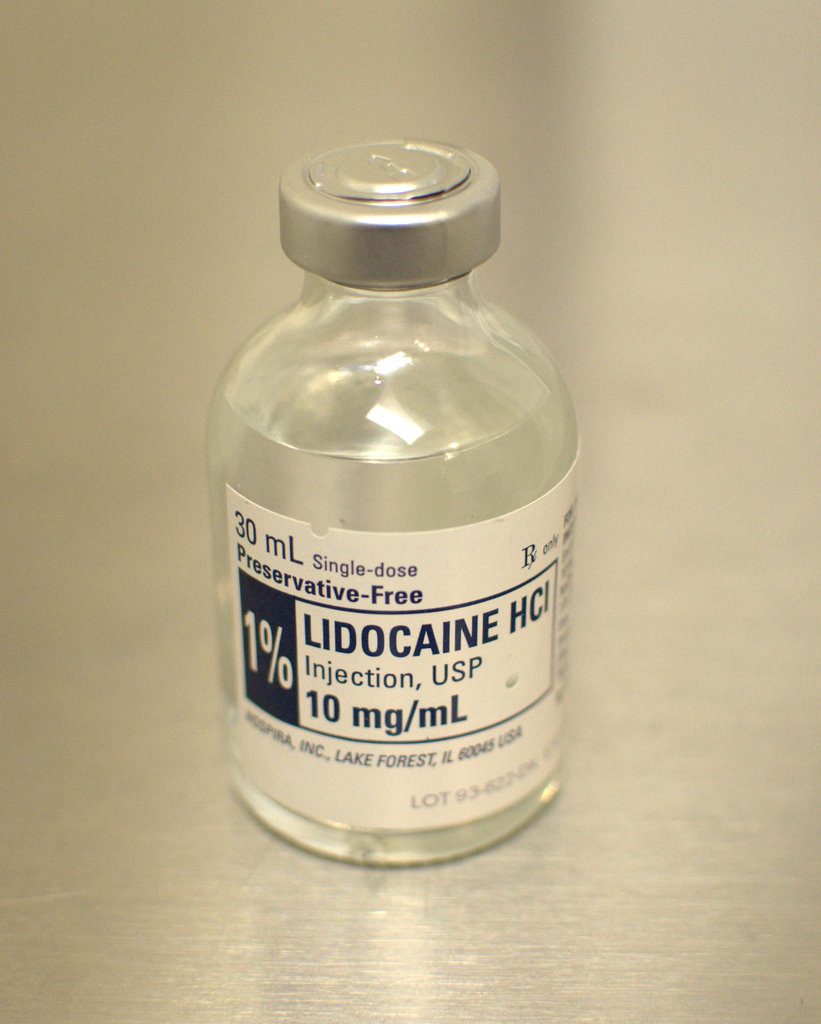
محلول ليدوكائين هيدروكلوريد 1% للحقن
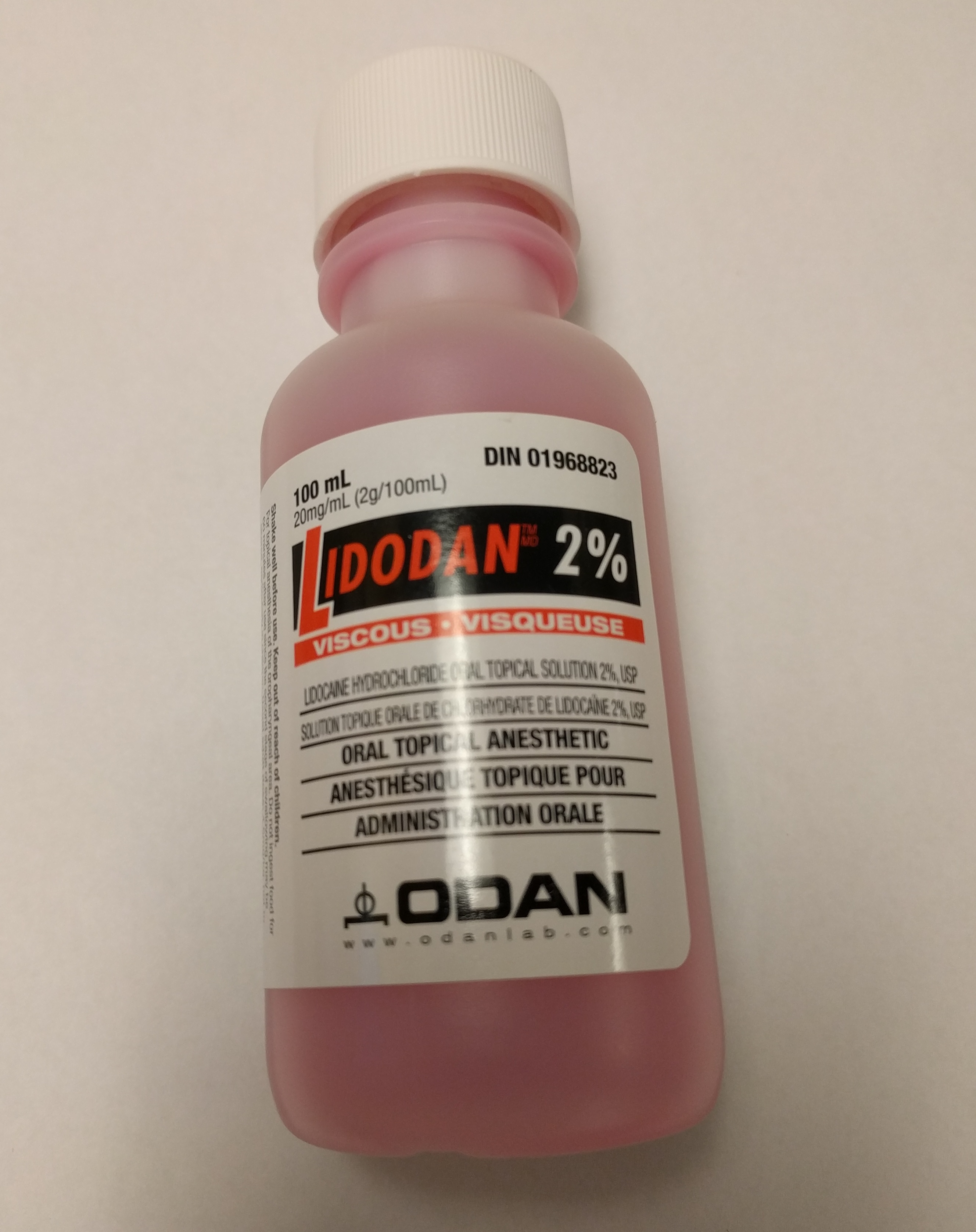
ليدوكائين لزج2%

## الآثار الجانبية
تكون التفاعلات الدوائية الضائرة نادرة عندما يستخدم ليدوكائين كمخدر موضعي بشكل صحيح. معظم التفاعلات الدوائية الضارة المرتبطة بالليدوكائين أثناء استخدامه للتخدير ترجع إلى طريقة إعطائه (التي تؤدي إلى التعرض العام له) أو للآثار الدوائية للتخدير، ونادرا ما تحدث ردود فعل تحسسية. ويؤدي التعرض النظامي لكميات مفرطة من ليدوكائين إلى تأثيرات على الجهاز العصبي المركزي، وآثار قلبية وعائية. التفاعلات الدوائية الضارة حسب النظام هي:
- إثارة الجهاز العصبي المركزي: العصبية، والإثارة، والقلق، والتخوف، والتنميل حول الفم، والصداع، وفرط الحس، والهزة، والدوخة، وتغيرات في الحدقة، والذهان، والنشوة، والهلوسة، ونوبات الصرع.
- تثبيط الجهاز العصبي المركزي مع التعرض على نحو متزايد: النعاس، والخمول، والكلام المتداخل، ونقص الحس، والارتباك، وفقدان الوعي، وتثبيط الجهاز التنفسي، وانقطاع النفس.
- القلب والأوعية الدموية: انخفاض ضغط الدم، وبطء ضربات القلب، وعدم انتظامها، والاحمرار، والقصور الوريدي، وزيادة عتبة الرجفان، والتورم، و/ أو السكتة القلبية، التي قد يكون بعضها بسبب نقص الأكسجين نتيجة لتثبيط الجهاز التنفسي.[27]
- الجهاز التنفسي: تشنج قصبي، وضيق التنفس، وتثبيط أو توقف الجهاز التنفسي.
- الجهاز الهضمي: طعم معدني، وغثيان، وتقيؤ.
- الأذن: طنين.
- العيون: حرق موضعي، واحتقان الملتحمة، وتقرح خلايا القرنية الظهارية، وازدواج الرؤية، والتغيرات البصرية (عتامة)
- الجلد: الحكة، والتصبغ، والطفح الجلدي، والشرى، والتورم، والوذمة الوعائية، والكدمات، والتهاب الوريد في موقع الحقن، وتهيج الجلد عند تطبيقه موضعيا.
- الدم: وجود الميتيموجلوبين في الدم
- حساسية

وتشبه التفاعلات الدوائية المرتبطة بحقن الليدوكائين في الوريد الآثار السامة للتعرض النظامي أعلاه. وتكون مرتبطة بالجرعة، وأكثر تكرارا مع معدلات الضخ العالية (≥3 ملجم / دقيقة). وتشمل التفاعلات الدوائية الضائرة الشائعة: الصداع، والدوخة، والنعاس، والارتباك، واضطرابات بصرية، وطنين، ورعاش، و/ أو مذل. وتشمل التفاعلات الغير شائعة المرتبطة باستخدام الليدوكائين: انخفاض ضغط الدم، وبطء القلب، وعدم انتظام ضربات القلب، والسكتة القلبية، وارتعاش العضلات، الصرع، والغيبوبة، و/ أو تثبيط الجهاز التنفسي.
ومن الآمن عموما استخدام ليدوكائين مع مضيق للأوعية مثل الأدرينالين، بما في ذلك الاستخدام الموضعي مثل الأنف، والأذنين، وأصابع اليد، وأصابع القدم. في حين أن المخاوف التي قد أثيرت من موت الأنسجة إذا استخدمت في هذه المناطق، فإن الأدلة لا تدعم هذه المخاوف.

### تفاعلات
يمكن أن تزيد أي أدوية بها روابط CYP3A4 و CYP1A2 من مستويات الدواء في الدم، وتزيد من احتمالية حدوث تسمم، أو تقلل مستوياته وفاعليته، اعتمادا على ما إذا كانت تحفز أو تثبط الإنزيمات، على التوالي. كما ينبغي الأخذ في الاعتبار الأدوية التي قد تزيد من فرصة ميتهيموغلوبينية الدم. وممنوع استخدام كلا من درونيدارون ومورفين ليبوسومال على حد سواء مع ليدوكائين، لأنها قد تزيد من مستوياته في الدم، ولكن مئات الأدوية الأخرى تتطلب المراقبة.

### موانع الاستعمال
الموانع المطلقة لاستخدام يدوكائين هي:
- إحصار القلب، من الدرجة الثانية أو الثالثة (بدون جهاز تنظيم ضربات القلب)
- الإحصار الجيبي الأذيني (بدون جهاز تنظيم ضربات القلب)
- التفاعلات الدوائية الضائرة الخطيرة لليدوكائين في التخدير الموضعي
- فرط الحساسية للذرة ومنتجاتها (يستخدم سكر العنب المستمدة من الذرة في الحُقن المختلطة)
- العلاج المتزامن مع كوينيدين، وفليكاينيد، وديسوبيرامايد، وبروكايناميد (الفئة الأولى من مضادات عدم انتظام ضربات القلب)
- الاستخدام المسبق لهيدروكلوريد الأميودارون
- متلازمة آدامز-ستوكس[30]
- متلازمة وولف -باركنسون -وايت[30]
- لا ينصح باستخدام الليدوكائين اللزج من قِبل إدارة الأغذية والعقاقير لعلاج ألم التسنين في الأطفال والرضع.[31]

مع توخي الحذر في المرضى الذين يعانون من أي من هذه:
- انخفاض ضغط الدم الذي لا يكون بسبب عدم انتظام ضربات القلب
- بطء القلب
- إيقاع البطين المعجل
- المرضى المسنين
- نقص كولين استراز الكاذب
- التسريب داخل المفصل
- البورفيريا، وخاصة البورفيريا الحادة المتقطعة؛ لأنه يحث انزيمات الكبد.[32] على الرغم من أن الأدلة السريرية لا تشير إلا ذلك.[33] بوبيفاكايين هو بديل آمن في هذه الحالة.
- اضطراب وظائف الكبد - قد يحدث رد فعل سلبي في الناس الذين يعانون من انخفاض وظيفة الكبد مع التناول المتكرر لليدوكائين؛ لأنه يتم استقلاب الدواء من قبل الكبد. ردود الفعل السلبية قد تشمل الأعراض العصبية (على سبيل المثال الدوخة، والغثيان، والقيء، ونوبات الصرع).[34]

### الجرعة الزائدة
يمكن أن تكون الجرعات الزائدة من ليدوكائين نتيجة للإفراط في تناوله عن طريق الطرق الموضعية أو الوريدية، أو الابتلاع الخاطيء للمستحضرات الموضعية عن طريق الفم من قِبل الأطفال الذين هم أكثر عرضة للجرعة الزائدة، أو عرضيا عن طريق الحقن الوريدي (أكثر من تحت الجلد، أو داخل القراب، أو حول العنق)، أو الاستخدام المطول للتخدير بالارتشاح تحت الجلد أثناء العمليات الجراحية التجميلية. وكثيرا ما أدت هذه الحوادث إلى سمية شديدة أو الوفاة لدى الأطفال، والبالغين على السواء. ويمكن قياس ليدوكائين ونواتج أيضه الرئيسية في الدم أو البلازما أو المصل؛ للتأكد من التشخيص في ضحايا التسمم المحتملة أو للمساعدة في التحقيق الجنائي في حالة الجرعة الزائدة القاتلة. من المهم في تفسير النتائج التحليلية أن ندرك أن ليدوكائين في كثير من الأحيان يعطى بشكل روتيني عن طريق الوريد كمضاد عدم انتظام ضربات القلب في الحالات الحرجة لرعاية القلب. وأصبح العلاج باستخدام مستحلبات الدهون في الوريد لعكس آثار سمية مخدر موضعي أكثر شيوعا.

## علم الدواء

### آلية العمل
يغير ليدوكائين من توصيل الإشارات في الخلايا العصبية عن طريق إحصار قنوات الصوديوم ذات الجهد الكهربي السريع الموجودة في غشاء الخلية العصبية، والمسؤولة عن انتشار الإشارات. مع الإحصار الكافي، فإن غشاء الخلايا العصبية بعد المشبك لن يزيل الاستقطاب، وبالتالي سوف تفشل في نقل جهد العمل، مما يخلق تأثير المخدر، ليس فقط عن طريق منع إشارات الألم من الوصول إلى الدماغ، بل عن طريق وقف الإشارات قبل أن تبدأ. تسمح المعايرة الدقيقة التي تكون على درجة عالية من الانتقائية في إحصار الخلايا العصبية الحسية، في حين أن التركيزات الأعلى تؤثر أيضا على أشكال أخرى من الإشارات العصبية.
وينطبق نفس المبدأ على تأثير هذا الدواء على القلب. حيث يؤدي إحصار قنوات الصوديوم في نظام التوصيل، وكذلك خلايا العضلات في القلب إلى رفع عتبة الاستقطاب، مما يجعل القلب أقل احتمالا لبدء أو إجراء جهد العمل المبكر الذي قد يسبب عدم انتظام ضربات القلب.

### حركية الدواء
عند استخدامه كحُقن، يبدأ عادة العمل في غضون أربع دقائق ويستمر لمدة نصف ساعة إلى ثلاث ساعات. يتم أيض حوالي 95٪ منه في الكبد أساسا عن طريق CYP3A4 إلى أحادي إيثيل جليكاين زيليدايد النشط ((monoethylglycinexylidide (MEGX)، ومن ثَم إلى جليكاين زيليدايد غير النشط. MEGX لديه عمر النصف أطول من ليدوكائين، ولكن أيضا هو أقل قوة في إحصار قناة الصوديوم. حجم التوزيع هو 1.1-2.1 لتر / كجم، ولكن قصور القلب الاحتقاني يمكن أن يقلل من ذلك. يدور حوالي 60-80٪ منه مرتبطا بالبروتين السكري الحمضي الفا 1. والتوافر البيولوجي عن طريق الفم هو 35٪، بينما التوافر البيولوجي عند استخدامه موضعيا هو 3٪.
فترة نصف العمر للتخلص من الليدوكائين ثنائية الطور، وتكون حوالي 90-120 دقيقة في معظم المرضى. وقد يكون مطولا في المرضى الذين يعانون من اضطراب كبدي (343 دقيقة)، أو قصور القلب الاحتقاني (متوسط 136 دقيقة). يُفرَز الليدوكائين في البول (90٪ كنواتج أيض، و 10٪ بصورته الدوائية دون تغيير).

## تاريخ
تم تصنيع أول عقار ليدوكائين من نوع أميدو أميد كمخدر موضعي تحت اسم «زيلوكاين» من قبل الكيميائي السويدي نيلز لوفغرن في عام 1943. وقام زميله بينجت لوندفيست بإجراء أول تجربة تخدير بالحقن على نفسه. وتم تسويقه لأول مرة في عام 1949.

## الثقافة والمجتمع

### أسماء
ليدوكائين هو اسم دولي غير مسجل الملكية، واسم معتمد بريطاني، بينما لينوكايين هو اسم معتمد أسترالي، واسم معتمد بريطاني سابق.
زيلوكين هو اسم العلامة التجارية.

### استعمال ترفيهي
ليدوكائين ليست مدرج حاليا من قِبل الوكالة العالمية لمكافحة المنشطات باعتباره مادة غير قانونية. يتم استخدامه كعامل مساعد، وفي الغش، ومخفف لمخدرات الشوارع مثل الكوكايين، والهيروين. وهي واحدة من المكونات الثلاثة المشتركة في زيت تعزيز المكان المستخدمة من قِبَل لاعبي كمال الأجسام.

### غِش الكوكايين
وغالبا ما يضاف ليدوكائين إلى الكوكايين كمخفف. يسبب الكوكايين خدر اللثة عند وضعه عليها. ويسبب ليدوكائين إحساس مماثل عند وضعه على اللثة، لذا يستخدم أحيانا لغش الكوكايين، مما يُعطي المستخدم انطباعا بأن الكوكايين ذات جودة عالية. ولكن في الواقع، يتلقى المستخدم المنتج المخفف.

### الوضع الشرعي
دستور الأدوية الياباني 15
دستور الأدوية الأمريكي 31

## الاستخدام البيطري
ليدوكائين هو مكون من الأدوية البيطرية تريبوتام، جنبا إلى جنب مع إمبوتراميد، والكلوروكين المستخدمة لتنفيذ القتل الرحيم على الخيول، والكلاب.

## روابط خارجية
- U.S. National Library of Medicine: Drug Information Portal - Lidocaine
- Endo Pharmaceuticals' Lidoderm website